# Chiesa di San Piero in Palco (Firenze, Gavinana)
La chiesa di San Piero in Palco è un luogo di culto cattolico che si trova in piazza Elia dalla Costa a Firenze nel quartiere di Gavinana.

## Storia
Costruita su progetto dell'architetto Primo Saccardi, (architetto tra gli anni '30 e i '50 anche della chiesa dell'Immacolata, di San Paolo a Soffiano e di Santa Lucia alla Sala) fu iniziata nel 1957 e consacrata il 29 giugno 1959. Trae il nome dall'antica chiesa dedicata a San Pietro in via di Badia a Ripoli ed è stata eretta a parrocchia al centro di un popoloso quartiere.
Dopo la disastrosa alluvione del 1966, l'architetto don Marcello Peruzzi vi ha apportato modifiche architettoniche eseguendo numerose opere di restauro, tra le altre, nel 1970, la separazione della vasta abside rettangolare con una grande vetrata policroma (di Alberto Farina), che è andata così a creare una cappella per le messe feriali, accessibile sia dalla chiesa che dalla sacrestia.
Sul muro alla base del campanile c'è il tabernacolo con la Madonna dell'alluvione, affresco del maestro fiorentino Galeazzo Auzzi (1966) che la disegnò su un'anta di un armadio della nonna, la mattina del 4 novembre, nella propria abitazione in via della Vigna Nuova assediata dall'acqua minacciosa del fiume Arno, e voluta espressamente sulla facciata dall'allora parroco don Averardo Dini, in ricordo della tragica inondazione subita dalla popolazione di Gavinana.
Dal 2004 è stato creato un coro parrocchiale, il Coro di San Piero in Palco, diretto da Guido Menestrina, composto da 30-35 elementi tra bassi, tenori, contralti, soprani e voci bianche, che solennizza i principali eventi liturgici (dalla I domenica d'Avvento alla festa del patrono, 29 giugno). È accompagnato all'organo Mascioni opus 1076 del 1986, a trasmissione elettrica con 32 registri.

## Descrizione

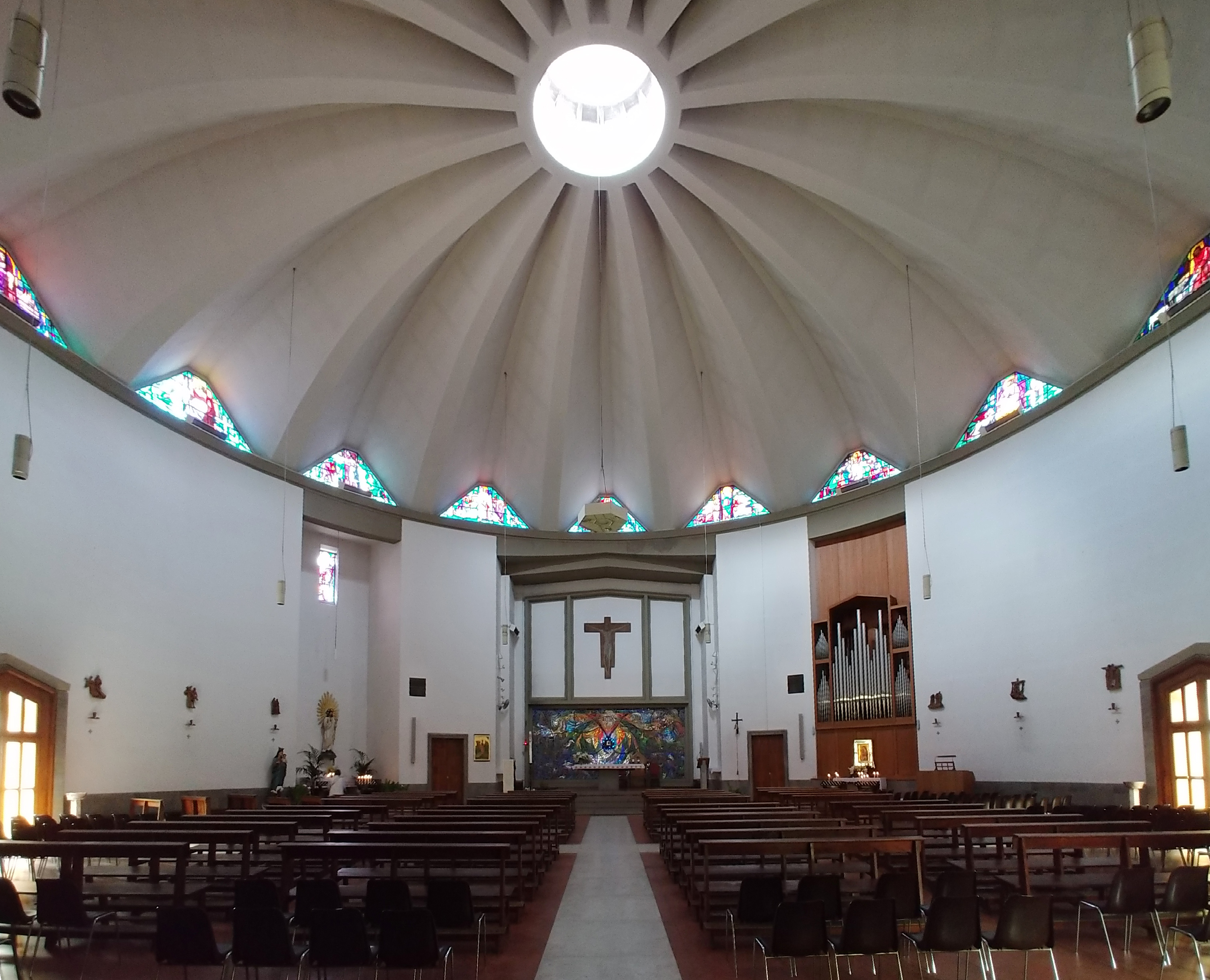
L'interno

È un ampio edificio a pianta centrale con cupola ribassata, illuminato da vetrate istoriate eseguite su disegno di Ascanio Pasquini, raffiguranti episodi evangelici. Lo affianca un campanile moderno a pianta quadrata. L'interno è ravvivato da una serie di dipinti di Angellotti. Alle pareti, la Via Crucis in terracotta proviene da manifattura artigianale trentina.